# Jasiniec (województwo kujawsko-pomorskie)
Jasiniec – osada w Polsce, położona w województwie kujawsko-pomorskim, w powiecie bydgoskim, w gminie Białe Błota.
W latach 1975–1998 miejscowość należała administracyjnie do województwa bydgoskiego.
W Jasińcu znajduje się nieczynna stacja kolejowa linii kolejowej nr 356 Bydgoszcz Główna – Poznań Wschód.
Na terenie wsi rośnie dąb szypułkowy uznany za pomnik przyrody o obwodzie 476 cm.